# لوثي لوبيث بارالت
لوثي لوبيث بارالت من مواليد سان خوان في بورتوريكو سبتمبر عام 1944 وهي كاتبة وأستاذة جامعية مرموقة في الأدب الإسباني والأدب المقارن في جامعة بورتوريكو، وهي أيضا تكون الأخت الصغرى للأستاذة وعالمة الانثربولوجيا مرسيدس لوبيث بارالت المتخصصة في الأدب الاسباني والاندي

## المسيرة الاكاديمية
لوثي لوبيث بارالت الحاصلة علي دكتوراة من جامعة هارفارد و الباحثة في الأدب الإسباني و العربي المقارن وهي أستاذة متميزة في جامعة بورتوريكو و حصلت على درجة الدكتوراه الفخرية من تلك الجامعة وجامعة كمبلوتنسي بمدريد و قد حصلت علي وسام إيزابيلا الكاثوليكية وجائزة بيدرو هنريكث الدولية (المكسيك)، وجائزة ابن عربي (مورسيا)، وجائزة من منظمة [[نادي القلم الدولي، بالإضافة إلى منح دراسية من ممؤسسة غوغنهايم، فولبرايت وإيراسموس و دة جوائز أخرى. تعتبر نائبة رئيس الأكاديمية البورتوريكية للغة الإسبانية، وعضو مراسل في الأكاديمية الملكية الإسبانية والأكاديمية الدومينيكية، وعضو في هيئة تحرير العديد من المجلات الدولية، وكاتبة عمود في صحيفة "إل نوفو دييا".
هي محاضرة منتظمة في أمريكا وأوروبا والشرق الأوسط وآسيا، وقد عملت باحثة وأستاذة منتدبة في جامعة هارفارد، يالي، براون، المكسيك، جامعة كمبلوتنسي بمدريد في مدريد، بوينس آيرس، الرباط وكلية إسبانيا في سالامانكا، و عدة مراكز أخرى. شغلت مناصب فخرية مثل منصب إميليو غارسيا غوميز (غرناطة)، و خوليو كورتاثر (غوادالاخارا)، وكارلوس فوينتس (فيراكروز)، وإرنستو كاردنال (ماناغوا). فازت بالوظائف الأكاديمية في جامعتي يالي وبراون عن طريق المسابقة، لكنها استقالت من هذه المناصب للعودة إلى جامعة بورتوريكو، حيث أسست مدرستين دراسيتين معترف بهما دولياً (الأدب الألجامي والدراسات الصوفية). و من بين كتبها، التي تم ترجمتها إلى اثني عشر لغة وحازت على جوائز من نادي القلم الدولي ومعهد الأدب البورتوريكي، نجد العمل سان خوان دي لا كروز والإسلام؛ آثار الإسلام في الأدب الإسباني: من خوان رويث إلى خوان غويتيسولو؛ حصار ما لا يوصف؛ كاما سوترا إسباني؛ التجربة الصوفية: التقليد والحداثة؛ الأدب السري لآخر المسلمين في إسبانيا؛ الأعمال الكاملة لسان خوان دي لا كروز (بالتعاون مع إولوغيو باتشو)؛ منزل قلوب أبي الحسن النوري من بغداد (ترجمة من العربية) ونور على نور (قصائد)، و اعمال أخرى
من بين الدراسات التي قامت بها، تعترف المؤلفة بتأثير المتخصص في اللغة العربية الإسباني من أوائل القرن العشرين ميغيل أسين بالاثيوس (1871-1944). و كما فعل أسين، اتبعت لوثي لوبيث بارالت آثار الطريق الذي يظهر التفاعلات المثمرة بين المسلمين والمسيحيين في شبه الجزيرة الإيبيرية، مثل تلك التي أثرت في أعمال سان خوان دي لا كروز وسانتا تيريزا من أفيلّا. واستمر هذا المسار الدراسي حتي وصل إلى الكتاب الأرجنتيني خورخي لويس بورخيس والكاتب الإسباني خوان غويتيسولو. كما قامت أيضًا بالعديد من الأعمال حول أدب أمريكا اللاتينية والبورتوريكي.
قد عملت بشكل متكرر كأستاذة وباحثة منتدبة، حيث قامت بالتدريس في العديد من الجامعات في أمريكا الجنوبية، أمريكا الشمالية، أوروبا، شمال إفريقيا، الشرق الأوسط وآسيا. تم ترجمة أعمالها إلى اللغات الفرنسية، الإنجليزية، الألمانية، الهولندية، العربية، الأردية، الفارسية، العبرية، البرتغالية، الكرواتية، الإيطالية والصينية.
تخرجت الأستاذة لوثي لوبيث-بارالت بدرجة البكالوريوس في اداب الدراسات الإسبانية من جامعة بورتوريكو، وحصلت على درجة الماجستير في الأدب الروماني من جامعة نيويورك، ثم نالت درجة الدكتوراه في نفس التخصص الأدبي من جامعة هارفارد. كما قامت بأعمال دراسات ما بعد الدكتوراه في جامعة كومبلوتنسي في مدريد وفي الجامعة الأمريكية في بيروت.

## الجوائز
- دكتوراه فخرية من جامعة كومبلوتنسي بمدريد (2019). جائزة ابن عربي العالمية (تاريومان)، جامعة مورسيا (2015).
- جائزة بيدرو هنريكيز أورينيا الدولية للمقال، التي تمنحها الأكاديمية المكسيكية للغة الإسبانية (2016).
- أستاذ متميز (البروفيسور انسيجنيس) من جامعة بورتوريكو (2010).
- جائزة نادي القلم والجائزة الوطنية من المعهد البورتوريكي للآداب (حصل على الجائزتين في مناسبات متعددة، من عام 1985 حتى الوقت الحاضر).
- وسام إيزابيلا الكاثوليكية (2014).
- الجائزة الكبرى للمعرض الدولي للكتاب، سان خوان، بورتوريكو (2000).
- اليونسكي، بلتميز ككاتبة امرأة (2003).
- إنساني العام، مؤسسة بورتوريكو للعلوم الإنسانية/الصندوق الوطني للعلوم الإنسانية (2005).
- قام الملحن والقائد الإسباني خوسيه ماريا سانشيز فيردو بتأليف كانتاتا كورالية تحتوي على قصائد من كتاب نور على نور (العرض الأول: كوينكا، إسبانيا، 2015).
- تكريم من مجلس الشيوخ في بورتوريكو بقرار يكرم العمل الأكاديمي مدى الحياة للأخوات لوثي ومرسيدس لوبيز بارالت (1998).
- تم إعلان العديد من كتبها كـ "كتاب العام" من قبل صحيفة El Nuevo Día.
- جائزة اليونسكو للكتابة. سان خوان، بورتوريكو (2003).
- في نوفمبر 1998، عقدت جامعة بورتوريكو مؤتمرًا على شرف لوثي لوبيز بارالت وشقيقتها، وهي أيضًا أكاديمية، مرسيدس لوبيز بارالت (عالمة أنثروبولوجيا ومؤرخة وناقدة أدبية). نظمت مؤسسة التميمي للبحث العلمي والمعلومات، برئاسة الدكتور عبد الجليل التميمي، مؤتمرا لعلم الموريسكولوجيا تكريما لـ ل. لوبيز بارالت (زغوان، تونس، 2001).
- الجائزة الأولى للنقد الأدبي. نادي القلم الدولي، بورتوريكو، عن كتاب القديس يوحنا الصليبي والإسلام (1986) . الجائزة الوطنية الأولى للأدب (بوليفار باغان)، المعهد البورتوريكي للآداب، عن كتاب سان خوان دي لا كروز والإسلام (1986).
- عضو فخري في الجمعية الوطنية الإسبانية سيجما دلتا باي، من جامعة ميامي . تم إعلان العديد من كتبه كـ "كتاب العام" من قبل صحيفة El Nuevo Día.

## بعض من منشورات الباحثة لوثي لوبيث بارالت
آثار الإسلام في الأدب الإسباني . من خوان رويز إلى خوان غويتيسولو . مدريد: هايبريون، 1985 و1989. تُرجم هذا الكتاب إلى اللغة العربية في تونس (مركز الدراسات والبحوث التنموية/جامعة بورتوريكو، 1990)؛ إلى اللغة الإنجليزية ( الإسلام في الأدب الإسباني، بريل: ليدن، 1991)؛ العودة إلى اللغة العربية في مصر والمملكة العربية السعودية (2002)؛ وإلى اللغة الصينية (بكين: أكاديمية العلوم الاجتماعية، 2014). بقلم ميغيل أسين بالاسيوس (مدريد: هيبيريون، 1990). الإصدار: إصدار مزدوج حول موضوعات سامية إسبانية بالتعاون مع مارتا إيلينا فينييه، المجلة الجديدة لعلم اللغة الإسبانية ، 1981.
الطبعة: الأعمال الكاملة للقديس يوحنا الصليبي (بالتعاون مع إيلوجيو باتشو). مدريد: أليانزا إيديوتيريال، 1991. طبعات متعددة وطبعة موسعة ثالثة (2015).
كاما سوترا الاسبانية . مدريد: سيرويلا، 1992. الطبعة الثانية بتكليف من فاسو روتو (مدريد/ المكسيك، 2016). [ 7 ]
كاما سوترا الاسبانية. أول رسالة جنسية في لغتنا (المخطوطة S-2 BRAH Madrid والمخطوطة 1767 BRP Madrid ). مدريد: إصدارات ليبرتارياس، 1995. (نسخة مختصرة وحديثة). (ترجم إلى العربية: معهد الدراسات العليا للعلوم الاجتماعية، زغوان، تونس / اليونسكو، باريس / جامعة بورتوريكو، ريو بيدراس). الطبعة الثانية: فاسو روتو (مدريد/المكسيك 2017). الإثارة الجنسية في الأدب الإسباني. الجوانب والأوضاع والحدود . بالتعاون مع فرانسيسكو ماركيز فيلانوفا (هارفارد). المكسيك: كلية المكسيك، 1995. الشمس في منتصف الليل. التجربة الصوفية: التقليد والحاضر . بالتعاون مع لورينزو بييرا. مدريد: تروتا، 1996 و2017. الطبعة: كرونيكل '98. شهادة طبيب بورتوريكي، بقلم استيبان لوبيز جيمينيز. بالتعاون مع مرسيدس لوبيز-بارالت. مدريد: تروتا، 1998. حصار ما لا يمكن وصفه. القديس يوحنا الصليبي يغني عن النشوة المتحولة . مدريد: تروتا، 1998. مساكن قلوب أبي الحسن النوري البغدادي. الترجمة من اللغة العربية، دراسة أولية وملاحظات بقلم لوثي لوبيز-بارالت. مدريد: تروتا، 1999. المجموعة الشعرية الصوفية والتصوف الإسباني رمزية مشتركة. ترجمة أندرو هيرلي. لاهور، باكستان: أكاديمية إقبال، 2000. بين اليعسوب وأنهار النجوم: خوسيه هييرو ولغة المستحيل. مدريد: كاتيدرا، 2002. محفوظة في الظل: نصوص ما قبل التاريخ لجوزيه هييرو . مدريد: كاتيدرا، 2002. تحقيق وترجمة: قصائد الطريق الصوفي للسيد حسين نصر. مدريد: ماندالا إديشنز، 2002. رحلة بولوقية الرائعة إلى أقاصي الكون في أسطورة مغربية من القرن السادس عشر. مدريد: تروتا، 2004. على خطاك: حول تعليم اللغات السامية في سالامانكا في زمن القديس يوحنا الصليبي . مدريد: تروتا، 2006. الأدبيات السرية لآخر المسلمين في إسبانيا . مدريد: تروتا، 2009. الترجمة العربية في الرياض، المملكة العربية السعودية، من قبل نادية العشيري (جامعة مكناس) ومحمد برادة (جامعة فاس)، تحت إشراف يحيى بن يونيد (يوليو 2019). الحياة في الحب/الحياة الضائعة في الحب: الأغنية الصوفية لإرنستو كاردينال. ماناغوا: الأكاديمية النيكاراغوية للغات/الجامعة الأمريكية (UAM)، 2010. معاهدة الطريقين بقلم لاجئ مغربي في تونس (المخطوطة S-2 BRAH ). (المحررون). معهد مينينديث بيدال الجامعي للندوات، جامعة كومبلوتنسي بمدريد/ ندوة الدراسات العربية الرومانسية (جامعة أوفييدو، إسبانيا)، 2006. كلمات القبول (لوثي لوبيز بارالت: أستاذ متميز / أستاذ إنسيجنيس) / كارلوس فوينتس (دكتوراه فخرية) . طبعة مجلة الدراسات الإسبانيي، بامعة بورتوريكو، ريو بيدراس، 2002. (كتيب). إعادة التفكير في التجربة الصوفية من الجزر الغريبة . مدريد: تروتا، 2013. نور على نور . مدريد: تروتا، 2014. كتب خوسيه ماريا سانشيز فيردو كانتاتا كورالية بناءً على القصائد الموجودة في هذا الكتاب (2015). ميغيل أسين بالاسيوس، طالب لغة سنسكريتية وأستاذ الفلسفة الدينية الهندية. بالتعاون مع غلوريا مايتي هيرنانديز. مدريد: ماندالا إديشنز، 2015. تسعة مقالات بحثًا عن تعبيرنا الأدبي الإسباني : من خوان رويز إلى لويس رافائيل سانشيز . كتاب تم تأليفه بتكليف من الأكاديمية المكسيكية للغة الإسبانية كجزء من جائزة بيدرو هنريكيز أورينيا الدولية للمقال. المكسيك: الأكاديمية المكسيكية للغة الإسبانية، 2017. مخاليط عبد الجليل التميمي . تكريمًا لعمل تم إنجازه في العلوم المغربية. تحرير لوثي لوبيز-بارالت وريدها مامي. السلسلة 2: دراسات مغربية رقم 64. تونس/سان خوان: منشورات مركز الدراسات المغربية والترجمات بالشراكة مع مركز دراسات ألخميادو في بورتوريكو، 2001. يموت الجسد ويطير الشعر: الشعر الميتافيزيقي لبيدرو ساليناس ولويس باليس ماتوس. بالتعاون مع مرسيدس لوبيز-بارالت. مدريد: ماندالا إديشنز، 2009